# Жбевац
Жбевац (на сръбски: Жбевац или Žbevac) е село в Югоизточна Сърбия, Пчински окръг, община Буяновац.

## История
В края на XIX век Жбевац е село в Прешевска кааза на Османската империя. Според статистиката на Васил Кънчов („Македония. Етнография и статистика“) от 1900 година Жибевацъ (Зибевче) е населявано от 1000 жители българи християни. Според патриаршеския митрополит Фирмилиан в 1902 година в Жбевац има 130 сръбски патриаршистки къщи.
Църквата „Света Троица“ е посторена в 1916 година.
По време на българското управление в Поморавието в годините на Втората световна война, Петър М. Иванов от Торос е български кмет на Жбевац от 22 септември 1941 година до 7 декември 1943 година. Пт 3 януари до 31 юли 1944 година кмет е Михаил Солунов от Прилеп.
Според преброяването на населението от 2002 година селото има 804 жители, 796 сърби, 4 македонци, 1 друг и 4 непосочили.

### Преброявания
- 1948 година - 1306 души
- 1953 година - 1318 души
- 1961 година - 1261 души
- 1971 година - 1084 души
- 1981 година - 874 души
- 1991 година - 830 души
- 2002 година - 804 души